# Little Wise Guys
Little Wise Guys è un gruppo di personaggi immaginari, creati da Charles Biro, che comparvero per la prima volta nei fumetti della Lev Gleason Publications negli anni quaranta.

## Storia di pubblicazione
I quattro Wise Guys originali comparvero per la prima volta in Daredevil Comics n. 13 (ottobre 1942) e divennero tutti le spalle del protagonista del fumetto. Due numeri dopo, uno di loro, Meatball, fu ucciso, e nel n. 16 fu aggiunto Curly.
Con il declino della popolarità dei supereroi, il ruolo di Daredevil venne gradualmente ridotto per introdurre i Wise Guys con l'inizio delle loro storie, e cominciando dal n. 70 (gennaio 1951), scomparve completamente; il fumetto era ancora chiamato Daredevil Comics, ma vi rimanevano solo le avventure dei Little Wise Guys. Il protagonista ricomparve brevemente nei n. 79 e 80, ma quelle furono le sue ultime comparse.
Daredevil Comics terminò con il n. 134 (settembre 1956) e i Little Wise Guys svanirono con esso.
Tuttavia, nel 2009, uno di loro venne riportato in vita dalla Dynamite Entertainment, nella miniserie The Death-Defying 'Devil, sotto il nome di Dragon. Quale parte giocherà questo personaggio nell'universo di Progetto Superpoteri è ancora ignaro.

## Biografia dei personaggi

### Lev Gleason Publications
Nei primi anni '40, un gruppo di orfani e di fuggiaschi che si chiamavano Little Wise Guys (dall'inglese, i Piccoli Tizi Saggi) incontrarono il supereroe Daredevil mentre questi combatteva un culto tedesco-americano. I quattro ragazzi - Meatball, Jocko, Scarecrow e Peewee - presto divennero le spalle dell'eroe. Successivamente, Meatball venne ucciso in azione, e il suo posto nel gruppo venne preso da un ragazzo calvo di nome Curly. Quando i quattro ragazzini non aiutavano Daredevil a combattere il crimine, vivevano per conto loro delle rocambolesche avventure.

### Dynamite Entertainment
Decadi dopo, un Curly più maturo venne visto alla TV mentre annunciava che i supereroi svaniti misteriosamente anni prima erano ritornati, e che 'Devil si trovava tra di loro. Curly sapeva che quello non era lo stesso eroe che ricordava, poiché Daredevil era morto nel 1987 e aveva regalato proprio a lui uno dei suoi boomerang sul suo letto di morte. Determinato a smascherare l'impostore, Curly riuscì a procurarsi una droga al mercato nero che lo fece ritornare alla forma fisica che aveva una volta, e indossò un costume verde e viola che ricordava quello di 'Devil. Autonominandosi Dragon, andò in cerca di 'Devil e combatté con lui, utilizzando le abilità che l'eroe stesso gli aveva insegnato e il boomerang che gli aveva lasciato. Anche se perse il combattimento, riuscì a rivelare la verità agli alleati di 'Devil. Quale sarebbe stata la mossa successiva è ancora da scoprire.